# یک هشت هفت
یک هشت هفت (به انگلیسی: One Eight Seven) فیلمی است محصول سال ۱۹۹۷ و به کارگردانی کوین رینولدز است. در این فیلم بازیگرانی همچون ساموئل ال. جکسون، جان هرد، کلی روان، کلیفتن کلینز جونیور، آنتونی پلنا، کارینا آریووی، متد من، کاترین لی اسکات ایفای نقش کرده‌اند.

## داستان
معلمی دبیرستانی به نام «ترور گارفیلد» توسط یک دانش آموز مورد حمله ای وحشیانه قرار می‌گیرد. وی پس از ۵ ماه به لس آنجلس نقل مکان می‌کند و در آنجا در یک مدرسه کاملاً لاتین مشغول به تدریس می‌شود که…